# Max McCoy (Fußballspieler)
Max Vijay Callum McCoy (* 3. April 2004) ist ein singapurisch-englischer Fußballspieler.

## Karriere
Max McCoy begann seine Karriere in der Jugendmannschaft der Tampines Rovers in Singapur. Im Januar 2022 wechselte er in die Jugend von Balestier Khalsa. Von Balestier wurde er von Mitte November 2022 englischen Verein FC Weymouth ausgeliehen. Anfang Januar 2023 kehrte er nach Singapur zurück. Die erste Mannschaft von Balestier spielt in der ersten Liga, der Singapore Premier League. Sein Erstligadebüt er als Jugendspieler am 4. März 2023 (2. Spieltag) im Heimspiel gegen die Young Lions. Bei dem 3:1-Erfolg wurde er in der 76. Minute für Ignatius Ang eingewechselt.